# Great British Railways
Ne doit pas être confondu avec British Rail.
Great British Railways (GBR) est une future entreprise publique nationale britannique, chargée de l'exploitation et de la supervision du réseau national ferroviaire en Grande-Bretagne (l'Irlande du Nord étant pourvue d'un réseau ferroviaire séparé), succédant aux actuelles franchises et à Network Rail (infrastructures ferroviaires). L'autorité organisatrice, gérée par le Department for Transport (ministère des transports), sera chargée de la commercialisation des services et des prix, de la supervision des opérateurs et de la gestion du réseau de transport ferroviaire au Royaume-Uni.
Annoncée le 20 mai 2021, elle est mise en place en 2023.
GBR doit fonctionner sur le modèle de Transport for London (transports de la région de Londres), en centralisant la commercialisation et en sous-traitant les dessertes à des opérateurs ferroviaires. Cette réforme fait suite à l'effondrement des franchises causé par la crise de la COVID-19.

## Organisation
Il est prévu que la nouvelle structure ferroviaire soit divisée en cinq régions administratives distinctes d'après le rapport  Putting Passengers First de Network Rail. Ces régions sont chargées de la gestion des concessions ferroviaires, de l'exploitation des gares, de l'infrastructure ferroviaire, de l'intermodalité et de la répartition du budget alloué.
Les cinq régions sont :
- l'Ecosse, dont le réseau ferroviaire est géré et exploité par l'entreprise nationale ScotRail (en) depuis avril 2022, après une nationalisation par le Parlement écossais
- le Pays de Galles et l'Ouest, dont le réseau (au Pays de Galles) est géré de manière similaire par Transport for Wales (en)
- Le Nord-Ouest
- L'Est
- Le Sud, qui comprend la ligne à grande vitesse High Speed 1 (LGV du Tunnel sous la Manche).

Ces cinq régions sont approximativement les mêmes que les cinq régions de l'ancien British Rail (Écosse, Côte Ouest, Londres et Centre, Côte Est et Sud).
Les chemins de fer d'Irlande du Nord ne sont pas intégrés à ce plan de régionalisation du fait de leur gestion actuelle par la région nord irlandaise (Assemblée d'Irlande du Nord). La nouvelle organisation ne concernera ni les politiques de transports ferroviaires mises en place par les autorités locales en Ecosse, au Pays de Galles et à Londres ni leur autonomie tarifaire, mais vise, à terme, à harmoniser l'offre commerciale entre les réseaux.